# Сьома жертва
«Сьома жертва» — кінофільм режисера Еріка Майлза, що вийшов на екрани в 2005 році.

## Зміст
Протягом століть багато дурнів намагалися оволодіти темними знаннями, які давно повинні були бути забутими. Ведені жагою влади й сліпою гординею вони розшукували стародавні манускрипти і вивчали ритуали. Та кожного разу все закінчувалося однаково — проривом сил Пекла у нашу реальність і численними людськими жертвами.

## Ролі
| Актор              | Роль |
| ------------------ | ---- |
| Стів Міддлтон      | -    |
| Марія Періс        | -    |
| А. Алі Флорес      | -    |
| Warue Ervin        | -    |
| Нік Джастіс        | -    |
| Джессіка МакЛафлін | -    |
| Mike Mergenthaler  | -    |
| Yzaura Vanegas     | -    |
| Рон Гонзалез       | -    |
| Емі Бреннеман      | -    |

## Знімальна група
- Режисер — Ерік Майлз
- Сценарист — Чарлз Грей, Ерік Майлз
- Продюсер — Річард Дж. Дубін, Кит Ек, Стефані Ек